# Enrico II di Savoia-Nemours
Enrico II di Savoia-Nemours (Parigi, 7 novembre 1625 – Parigi, 4 gennaio 1659) è stato un nobile e arcivescovo cattolico francese, pari di Francia, duca di Nemours, conte di Ginevra, duca d'Aumale e primate della Gallia Belgica.

## Biografia
Figlio terzogenito di Enrico I di Savoia-Nemours, duca del Genevese e di Nemours, duca d'Aumale, e di Anna di Lorena, duchessa d'Aumale, Enrico II nacque a Parigi nel 1625.
Non dovendo succedere al trono ducale, intraprese la carriera ecclesiastica e, nel 1651, divenne arcivescovo di Reims.
Quando però i suoi fratelli Luigi e Carlo Amedeo morirono senza lasciare eredi maschi, venne nominato duca di Nemours nel 1652 e dovette rinunciare alla carriera ecclesiastica nel 1657 a cui pure era stato portato da una vera vocazione. Nello stesso anno sposò Maria d'Orléans-Longueville, ma morì dopo due anni senza aver lasciato figli, il 15 gennaio 1659. Come da sue disposizioni, il suo cuore venne sepolto presso la Chiesa di Saint-Paul-Saint-Louis a Parigi, mentre il suo corpo venne trasportato alla tomba di famiglia presso Annecy.
Alla sua morte, il titolo di duca di Nemours ritornò alla corona francese. Come conte di Ginevra e duca di Aumale gli succedette la nipote, Maria Giovanna Battista di Savoia-Nemours.

## Ascendenza
|                             |                  |                                | Genitori                       |  |  | Nonni |  |  | Bisnonni                  |  |  | Trisnonni            |  |
|                             |                  |                                |                                |  |  |       |  |  | Filippo di Savoia-Nemours |  |  | Filippo II di Savoia |  |
|                             |                  |                                |                                |  |  |       |  |  | Filippo di Savoia-Nemours |  |  | Filippo II di Savoia |  |
|                             |                  | Claudina di Brosse             |                                |  |  |       |  |  | Filippo di Savoia-Nemours |  |  |                      |  |
| Giacomo di Savoia-Nemours   |                  |                                |                                |  |  |       |  |  | Filippo di Savoia-Nemours |  |  |                      |  |
|                             |                  | Carlotta d'Orléans-Longueville | Luigi d'Orléans-Longueville    |  |  |       |  |  |                           |  |  |                      |  |
|                             |                  | Carlotta d'Orléans-Longueville | Luigi d'Orléans-Longueville    |  |  |       |  |  |                           |  |  |                      |  |
|                             |                  | Carlotta d'Orléans-Longueville | Jeanne de Hochberg             |  |  |       |  |  |                           |  |  |                      |  |
| Enrico I di Savoia-Nemours  |                  | Carlotta d'Orléans-Longueville |                                |  |  |       |  |  |                           |  |  |                      |  |
|                             |                  | Ercole II d'Este               | Alfonso I d'Este               |  |  |       |  |  |                           |  |  |                      |  |
|                             |                  | Ercole II d'Este               | Alfonso I d'Este               |  |  |       |  |  |                           |  |  |                      |  |
|                             |                  | Ercole II d'Este               | Lucrezia Borgia                |  |  |       |  |  |                           |  |  |                      |  |
| Anna d'Este                 |                  | Ercole II d'Este               |                                |  |  |       |  |  |                           |  |  |                      |  |
|                             |                  | Renata di Francia              | Luigi XII di Francia           |  |  |       |  |  |                           |  |  |                      |  |
|                             |                  | Renata di Francia              | Luigi XII di Francia           |  |  |       |  |  |                           |  |  |                      |  |
|                             |                  | Renata di Francia              | Anna di Bretagna               |  |  |       |  |  |                           |  |  |                      |  |
| Enrico II di Savoia-Nemours |                  | Renata di Francia              |                                |  |  |       |  |  |                           |  |  |                      |  |
|                             | Claudio di Guisa | Claudio I di Guisa             |                                |  |  |       |  |  |                           |  |  |                      |  |
|                             | Claudio di Guisa | Claudio I di Guisa             |                                |  |  |       |  |  |                           |  |  |                      |  |
|                             | Claudio di Guisa | Antonia di Borbone-Vendôme     |                                |  |  |       |  |  |                           |  |  |                      |  |
| Carlo di Guisa              | Claudio di Guisa |                                |                                |  |  |       |  |  |                           |  |  |                      |  |
|                             |                  | Luisa di Brézé                 | Luigi di Brézé                 |  |  |       |  |  |                           |  |  |                      |  |
|                             |                  | Luisa di Brézé                 | Luigi di Brézé                 |  |  |       |  |  |                           |  |  |                      |  |
|                             |                  | Luisa di Brézé                 | Diana di Poitiers              |  |  |       |  |  |                           |  |  |                      |  |
| Anna di Guisa               |                  | Luisa di Brézé                 |                                |  |  |       |  |  |                           |  |  |                      |  |
|                             |                  | Renato di Guisa                | Claudio I di Guisa             |  |  |       |  |  |                           |  |  |                      |  |
|                             |                  | Renato di Guisa                | Claudio I di Guisa             |  |  |       |  |  |                           |  |  |                      |  |
|                             |                  | Renato di Guisa                | Antonia di Borbone-Vendôme     |  |  |       |  |  |                           |  |  |                      |  |
| Maria di Lorena-Elbeuf      |                  | Renato di Guisa                |                                |  |  |       |  |  |                           |  |  |                      |  |
|                             |                  | Luisa di Rieux                 | Claudio di Rieux               |  |  |       |  |  |                           |  |  |                      |  |
|                             |                  | Luisa di Rieux                 | Claudio di Rieux               |  |  |       |  |  |                           |  |  |                      |  |
|                             |                  | Luisa di Rieux                 | Susanna di Borbone-Montpensier |  |  |       |  |  |                           |  |  |                      |  |
|                             |                  | Luisa di Rieux                 |                                |  |  |       |  |  |                           |  |  |                      |  |